# Callitriche vigens
Callitriche vigens là một loài thực vật có hoa trong họ Mã đề. Loài này được K.Martinsson mô tả khoa học đầu tiên năm 1991.